# Cronologia istorică a Bacăului
Aceasta este o cronologie istorică a Bacăului
- 01399 - Localitatea Bacău apare menționată pe Documentul lui Iuga Vodă
- 01467 - Bacău a fost ocupat o scurtă vreme de oștile maghiare conduse de Matei Corvin
- 01476 - Ștefan cel Mare a poruncit arderea localității pentru a nu oferi adăpost invadatorilor otomani.
- 01832 - Bacaul era împărțit în două mahalale, numite "ciastii", care purtau numele de Roșu si respectiv Negru.
- 01943 - Se înființează actualul Colegiu Tehnic "Letea", sub forma "Școlii de Ucenici Industriali" de pe lângă Fabrica de Hârtie "Letea"
- 01945 - Bacăul are o suprafață de 600 ha, cu 16 străzi asfaltate și 19 pietruite
- 01946, 1 aprilie - Se deschide Aeroportul Bacău, destinat traficului aerian de călători și marfă, beneficiind de cea mai mare pista din nord-estul țării (2500 m lungime, 80 m lățime)
- 01948, 25 ianuarie - Conform recensământului din acea zi, orașul Bacău are 34.461 de locuitori
- 01948, 1 august - Se înființează actualul Teatru Dramatic "Bacovia".
- 01948 - Se înființează Întreprinderea Cinematografică Bacău
- 01949 - Se construiește fabrica de confecții "Bacăul"
- 01950 - Se înființează Sport Club Bacău
- 01950, 3 decembrie - Este ales Sfatul Popular al municipiului Bacău, prima formă a puterii de stat în teritoriu
- 01951, 1 mai - Se înființează Autobaza de Transporturi, dotată cu 5 autobuze și 45 autocamioane
- 01951 - Se înfiinteaza Trustul Regional de Construcții locale Bacău, reorganizat în 1958 sub numele de Trustrul de construcții Bacău
- 01952 - Se înființează Întreprinderea Mecanică (fabrica de șuruburi – SUBEX)
- 01954, 20 februarie - Cea mai coborâtă temperatura înregistrată în Bacau: - 32,5 °C
- 01955 - Începe construirea primelor blocuri din fondurile statului
- 01956 - Populația Bacăului este recenzată la 54138 locuitori
- 01956 - Se înființează Liceul Pedagogic prin unificarea celor două școli normale (de băieti și de fete) înființate în anul 1919
- 01956, 1 aprilie - Se înființează Filarmonica de Stat
- 01957, 22 mai - Moare poetul George Bacovia
- 01957 - Se dezvelește bustul poetului în curtea liceului care i-a purtat numele pâna în anul 1997
- 01957, 15 aprilie - Se înființează Muzeul de Istorie și Arta
- 01957 - Se înființează Școala de muzică și arte plastice
- 01957 - Prin unificarea celor doua circumscriptii se înfiinteaza Serviciul Militiei municipiului Bacau
- 01957 - În anii 1957-1959 se construiesc primele nouă blocuri lânga Parcul Libertății
- 01958 - Se înființează Întreprinderea „Avicola”, extinsă în 1964
- 01958 - Intră în producție Întreprinderea pentru industria cărnii
- 01958 - Se înființează Cooperația meșteșugărească „Arta croitorilor”
- 01959 - Se inaugurează magazinul „Universal” (astăzi „Bacaul”)
- 01959 - Se inaugurează clădirea Școlii Generale nr. 9 din cartierul Gherăești
- 01960 - Moare pictorul Nicu Enea
- 01960 - Se înființează Școala Populară de Artă
- 01960 - Este construită cladirea Școlii generale nr. 8 (astăzi „Domnița Maria”)
- 01960 - Este pusă în funcțiune o nouă captare de apă, formată din 20 puțuri, în lunca Bistriței (Gherăești)
- 01960 - În perioada 1960-1964 se construiesc secțiile de pediatrie (325 paturi) și maternitatea (350 paturi) spitalului județean
- 01986 - Vizita lui Nicolae Ceaușescu în Bacău
- 01991 - A fost pusă piatra de temelie a Catedralei Ortodoxe "Înălțarea Domnului"
- 01998, 1 decembrie - Este dezvelită statuia domnitorului Alexandru cel Bun din Piața Revoluției
- 02000 - Este data în folosință Gradinița "Lizuca"
- 02002 - Populația orașului este de 175500 locuitori, conform recensământului organizat în luna martie
- 02006, aprilie - Se inaugurează hipermarketul „Selgros” și primul magazil „Billa”
- 02008, 11 septembrie - sunt inaugurate lucrările de reabilitare efectuate la podul de la Șerbanești, peste râul Bistrița
- 02008 - Este amenajat Parcul „Catedralei”
- 02008, mai - se inaugurează Piața de Gross
- 02008 - se inaugurează lucrările de modernizare la Bazinul Olimpic de Înot
- 02010 - încep lucrările de forare la pasajul subteran Oituz – Ștefan Guse
- 02010 - conform proiectului de reactualizare a Planului Urbanistic General, intravilanul orașului Bacău se extinde de la 3488 ha (1999) la 3940 ha, dintr-o suprafață administrativă totala de 4318,7 ha. Trama stradală cu o lungime de 200,2 km (322 strazi)
- 02010, septembrie - încep lucrările de amenajare a Parcului „Olimpic”
- 02010, 23 iulie - este tăiata Salcia lui Bacovia, arbore ocrotit
- 02010 - Se inaugurează sediul administrativ al companiei Dedeman
- 02010, mai - inaugurare Hotel „President”, singura unitate din oraș clasificăa 5 stele
- 02011 - Este demolată fabrica de confecții "ASCO" pentru construirea hipermaketului Cora
- 02011, 22 septembrie - Este inaugurat oficial Centrul de Afaceri și Expozitii "Georgeta și Mircea Cancicov"
- 02011 - încep lucrările la noua Sală Polivalentă
- 02011 - lucrări de modernizare la Piața Centrală